# KFC Gerda Sint-Niklaas
KFC Gerda Sint-Niklaas was een Belgische voetbalclub uit Sint-Niklaas. De club was aangesloten bij de KBVB met stamnummer 3077. De club speelde in haar bestaan drie seizoenen in de nationale reeksen.

## Geschiedenis
Sinds de jaren 20 speelden in de stad Sint-Niklaas al de voetbalclubs Sint-Niklaassche SK en Excelsior AC Sint-Niklaas, op het eind van de jaren 30 beide actief in de nationale reeksen. Rond 1938 werd in de stad ook FC Gerda Sint-Niklaas opgericht, dat zich in 1941 aansloot bij de Belgische Voetbalbond. 
Gerda Sint-Niklaas werd in 1944 kampioen in Tweede Gewestelijke en kon promoveren naar de hoogste provinciale afdeling. De club strandde drie maal op de tweede plaats waardoor nipt promotie naar Bevordering werd gemist in 1948, 1957 en 1960. 
In 1963 lukt het dan toch, Gerda werd kampioen in Eerste Provinciale en promoveerde voor het eerst naar de nationale bevorderingsreeksen of Vierde Klasse. Men kende er een sterk debuutseizoen en Gerda eindigde op een derde plaats. Dit resultaat kon men de volgende jaren niet meer herhalen. Het tweede seizoen eindigde men nog in de middenmoot, maar in het derde seizoen strandde men op een voorlaatste plaats. Na drie jaar nationaal voetbal zakte Gerda Sint-Niklaas weer naar de provinciale reeksen.
De club kon niet meer terugkeren en bleef in de provinciale reeksen spelen. Tot 1973 in Eerste Provinciale, toen volgde degradatie naar Tweede Provinciale. Gerda verzeilde in Vierde Provinciale en pas in 1987 kon men terugkeren naar Derde Provinciale.
In 1988 werd de club bij haar 50-jarig bestaan koninklijk en heette voortaan KFC Gerda Sint-Niklaas. 
Na acht seizoenen in Derde Provinciale kon Gerda in 1995 naar Tweede Provinciale terugkeren. In 1998 zakte men van Tweede naar Derde Provinciale. Daar bleef Gerda spelen tot in 2002 toen de club ontbonden werd, stamnummer 3077 verdween definitief.
Daarna werd in Sint-Niklaas een nieuwe club opgericht, SK Gerda Sint-Niklaas, dat zich bij de KBVB aansloot onder stamnummer 9419. De nieuwe club kende haar roots in de verdwenen club, en de letters "SK" verwezen naar de eveneens kort daarvoor verdwenen club Sint-Niklase SK.